# Чарльз Буш
Чарльз Луї Буш (англ. Charles Louis Busch; нар. 23 серпня 1954, Нью-Йорк) — американський актор, сценарист, драматург і імперсонатор (втілювач), відомий своїми виступами на сцені у власних п'єсах в стилі кемп, а також у фільмах та на телебаченні. Він писав і знімався в своїх ранніх п'єсах Off-off-Broadway, починаючи з 1978 року, як правило, в драг-ролях, а також виступав у постановках інших драматургів. Він також писав для телебачення і почав зніматися у кіно та на телебаченні наприкінці 1990-х. Його найвідоміша п'єса — «Казка про дружину алергіка» (2000), яка мала успіх на Бродвеї .

## Біографія

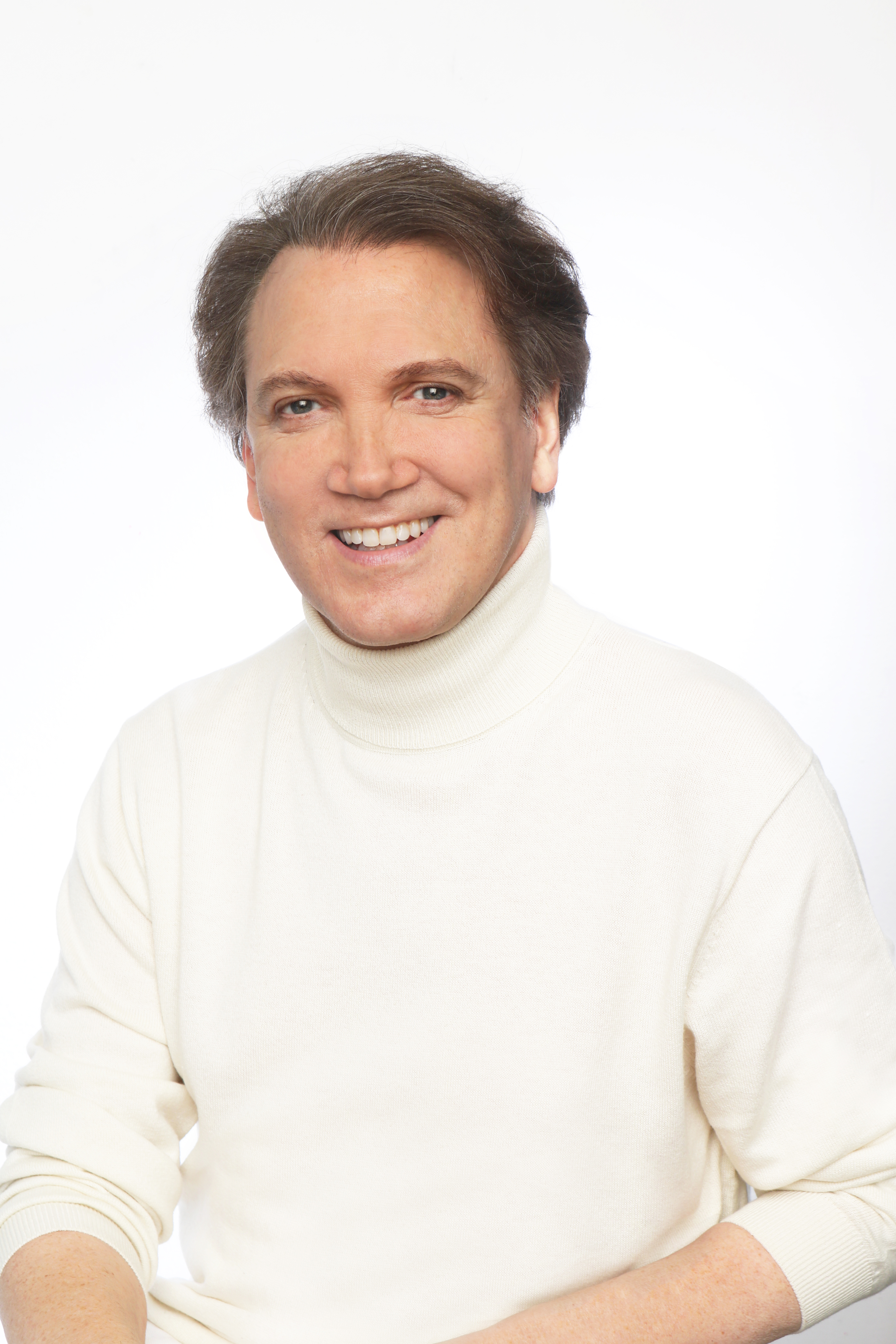
Чарльз Буш, фото Майкла Уейкфілда

### Раннє життя
Буш народився в 1954 році і виріс у місті Гартсдейл, Нью-Йорк. Він єврейський син Гертруди (до шлюбу Янг) і Бенджаміна Буша. Його батько, який хотів бути оперним співаком, володів магазином звукозаписів. Його мати померла, коли Бушу було 7 років. У нього є дві старші сестри: Мег Буш, яка раніше була продюсером рекламних роликів Showtime, і Бетсі Буш, дизайнер текстилю. Тітка Буша, Лілліан Блюм, найстарша сестра матері та колишня вчителька, змусила його жити на Манхеттен після смерті матері. Вона сказала інтерв'юеру: "Він був настільким сором'язливий, до патологічності. . . . Перш ніж він переїхав зі мною, я забрала його в Хартсдейл в п'ятницю вдень, і він був як зомбі. Але щойно ми переправились через річку до Нью-Йорка, він став абсолютно новим хлопчиком». Буш інтенсивно цікавився фільмами ще в дитинстві, особливо тими, де головні ролі — жіночі, з 30-40-х років. Блюм наполягала на тому, щоб Буш щодня читав титульну сторінку газети, щоб допомогти йому бути в курсі останніх світових подій.
Буш відвідував Вищу школу музики та мистецтва в Манхеттені. Він закінчив факультет драматургії в Північно-Західному університеті в Еванстоні, штат Іллінойс і отримав ступінь бакалавра в 1976 році. Будучи в університеті, Буш мав складнощі у відіграванні п'єс п'єси і почав писати власні матеріали, наприклад, п'єсу під назвою Сестра Акта про сіамських шоу-близнюків, яка зуміла залучити інтерес до кампусу.

### Ранні театральні роки
Буш зазвичай грав у своїх п'єсах провідну леді в драг. Він сказав: «Драг це про бути більше, ніж ти можеш бути. Коли я вперше почав перевдягатися, я був не цим сором'язливим молодиком, а потужною жінкою. Це звільнило в мені цілу словник вираження. Це було менш політичним твердженням, ніж естетичним». Його табірний стиль показує одночасно надсилати та відзначати класичні кіно жанри.
Буш, однак, сказав: «Я не впевнений, що означає [campy], але я думаю, якщо в моїх п'єсах є елементи старих фільмів і старомодних п'єс, і я ця велика зіркова жінка», це, безумовно, campy. Я здогадуюсь, проти чого я збунтувався, це думка, що кемпі означає, що щось настільки липке чи погане, що це добре, і що я просто не стосувався цього». Буш гастролював країною в шоу одного актора, яке він написав під назвою «Один із тисячою ролей» у 1978-84.
До 1984 року популярність виступів Буша зменшилася. Він займався різними дивними роботами, такі як тимчасовий помічником офісу, прибиральником квартир, портретним художником «на барміцвах», продавцем телефонів, менеджером магазину, сервірувальником морозива, спортивний гандикаппером та моделлю для художників.
Він подумав, що, можливо, його останньою краплею був скетч, виконаний у салоні Лімбо, виставковому просторі та галереї в Іст-Віллідж на Манхеттені. Скетч став хітом і перетворився Лесбійки-Вампіри Содома (1984). Коли він був відроджений наступного року в домі п'єс Провінстауна , The New York Times описував це як «костюми яскравіші, ніж пінбольні машини, жахливі лінії, жахливі каламбури, зловісна невинність, нешкідлива розпуста … жіночі ролі [Буша] створюють — це веселі вампіри, але й високі комічні персонажі … глядачі сміються на першому рядку та продовжують сміятися що лінії до кінця».
Буш та його співробітники незабаром створили серію шоу, в основному в Лімбо Лаунджі, таких як Теодора, Вона-Сука Візантії (1984) та Ангел Таймс-Сквер (1985, Провінстаун Дім П'єс). Компанія назвала себе „Театром у Лімбо“ та привернула лояльних геїв. Інші ранні п'єси включають Pardon My Inquisition або Kiss the Blood Off My Castanets (1986), в якій Буш „грав як Марію Гарбанзу, проститутку, так і схожу на неї вишукану Маркесу дель Драго“. та Psycho Beach Party, який проходив з липня 1987 р. по травень 1988 р. «У своєму останньому втіленні містер Буш — це косичка, яка хоче стати серфером на Psycho Beach Party, який відкрився минулого тижня в Театрі гравців». Інші роботи включають «Даму в питанні», яка проходила з липня по грудень 1989 року в Театрі Орфей (спочатку вироблявся театром WPA), та «Червона ляка на заході сонця», що проходила з червня по вересень 1991 року в театрі «Лортел».
Він переписав книгу для мюзиклу «Ankles Aweigh» для постановки 1988 року, поставленої оперним театром Goodspeed в Іст-Хаддамі, штат Коннектикут. Рецензент New York Times зазначав, що «тут і там видно безпомилкові сліди дотику містера Буша. Наприклад, у кумедній серії виступів, актор Френк Сіано бере кілька ролей, серед них тенор, що розгулюється, священик, що знаходиться на відстані, і, мабуть, мати провідних дам мюзиклу. А деякі нерозумні каламбури та, як це можна було б назвати, кольорові прицільні приціли несуть чудовий відбиток містера Буша. „ Буш був членом Гільдії письменників Америки з 1989 року.
Його Чарльз Буш Ревю був створений у бальному театрі в травні 1993 року в Нью-Йорку. Рецензент «New York Times» написав «Мелодраматичним штамам» Міста без жалю ", містер Буш уособлює себе ковзаючим підлітком підліткового віку, приклеєним до шкіряної червоної вінілової сукні, яку випадково вбивають під час побиття двома шкіряними -грані юнаки. Як і в його п'єсах, таких як «Вампірські лесбійки Содома» і «Леді під питанням», скейт ілюструє майстерність містера Буша у прийнятті естрадного кітчу та за допомогою перетягування, щоб надати йому кілька додаткових поштовхів глупоти. Серед нью-йоркських драг-виконавців він, безумовно, самий злагоджений ". Рецензент прийшов до висновку, що «навіть коли матеріал менший, ніж скрутний, шоу … залишається незмінно чарівним та пильним».
Також у 1993 році він виступив у відродженні «Покоївки Жана Джента» в компанії Off-Broadway Classic Stage Company у ролі Соланжа. У 1993 році він написав роман « Шлюби загубленої Атлантиди», вигадане переповідання про створення вампірських лесбійок Содома. Зелене серце Буш адаптував із новели Джека Річі в музичний твір, який був створений Театром клуб Манхеттена в Театрі естрадних мистецтв у Нью-Йорку, що відкрився у квітні 1997 року. У огляді «Нью-Йорк Таймс» Бен Брантлі відзначався «Ця лагідна сучасна байка про жадібність і романтику, з книгою Чарльза Буша та піснями Расті Мегі майже ніколи не знімається, крім випадків, коли її власність беруть на себе … в той час, як книга містера Буша Повна смішні рядки, тексти містера Мейді часто плоскі або копіткі. Концепції пісень часто надихаються».
Він взяв на себе головну роль у своїй комедії «You Should Be So Lucky», яка відкрилася в компанії «Первинні сцени», Нью-Йорк, у листопаді 1994 року. Бен Бранлі в своєму огляді «The New York Times» написав, що «Крістофер зображений автором п'єси Чарльзом Бушем, легендарним виконавцем з перетягування, який досі рідко ступав на нью-йоркську сцену без блискучої сукні та на підборах, досить високих, щоб викликати запаморочення. Тут, надягаючи штани, сорочку з мандариновим коміром та відсутню помітну туш або помаду, містер Буш справді здається незавершеним. Він ходить із сумно-мішковим спадом, а коли розмовляє, тоненьким, самосвідомим голосом опускає голову. Крістофер, очевидно, незакінчена душа, яка ще не знайшла своєї участі в житті, і, як він зауважено зауважує, «я не унікальний: тисячі нас живе в особливих обставинах по всьому Селу». . . . «Вам слід так пощастить» … це дуже смішна, надзвичайно щедра робота, яка стосується крапки «я» в особистості ".
Інші твори 1990-х включають столову «Swingtime», виготовлену в Blue Angel, Нью-Йорк, у серпні 1995 року. Рецензент «New York Times» писав, що «Як цього вимагає момент, містер Буш, коли гранд дам претендує, фарш, саша, око очі, кидає найвиграшніші посмішки та безрозсудно кидає імена дорогих, дорогих друзів (Джоан Крофорд, Лоретта Янг, Жанетт Макдональд, Коул Портер). У нього є шлях з піснями на кшталт «Ти ніколи не дізнаєшся» та рядками на кшталт «Ми у війні, пані, і нам треба перемогти». Його одноосібна вистава «Перевернувши мою перуку» пройшла в театрі WPA, Нью-Йорк, починаючи з грудня 1996 року. Бен Брантлі у своєму огляді для The New York Times написав, що історія — це «сумна, але піднесена особиста історія не дуже злі мачухи, яка хотіла лише зробити належним чином свою сім'ю і отримати трохи гламуру від життя. . . . Однак, багато професійних королей-перетяжок є лише імперсонаторами. Містер Буш справді є ілюзіоністом і особливо вражає смугу. Тут, у своїх різноманітних втіленнях — від жорсткої, але доброзичливої приспівки нічного клубу епохи заборони до приміської домогосподарки, яка на вечір стає Едіт Піаф — він забезпечує живий міст між виготовленими образами жіночості та фантазіями, які вони надихають. Містер Буш, популярний кроссовер з першого кроку, вампірські лесбійки Содома десять років тому займає особливе місце у світі тяганини. Йдучи делікатною межею між прихильністю та глузуванням, він уникає як полеміки, так і пафосу більшості чоловіків, які грають у жінок».
Він написав королеву Амаранту, яка грала в театрі WPA, починаючи з жовтня 1997 року; Бен Брентлі з «The New York Times» написав, що досліджує «сексуальну ідентичність на нові рівні складності та щирості».
Його п'єса Die, Mommie, Die! вперше був виконаний у Лос-Анджелесі, відкрившись у липні 1999 року в Коустській грі. Роберт Хофлер писав у «Variety» рецензент написав, що «Die! Мамочко! Помер!» — це найсмішніша, найдосконаліша і без сумніву, робота Чарльза Буша. . . І це навіть не починає справлятись з його парадом перук і насосів, які, як завжди, він носить із значною грацією і недооціненістю». Майкл Філіпс з «Los Angeles Times» назвав шоу «приводом бачити беззаперечного виконавця в дії». Виставу було адаптовано до однойменного художнього фільму 2003 року .

### Кіно та телебачення
Ранні фільми Буша включають місіс Еллен, ворожка, яка перетягується в «Проблеми на куті» (1997). Буш двічі з'являвся у кіноверсіях своїх власних п'єс: «Die, Mommie, Die!» (1999) та комедійний жах жахливої пляжної вечірки (2000, як кап. Моніка Старк, міліціонерка, яка намагається розгадати таємницю). Він написав співавтор, знявся та зняв фільм «Дуже серйозна людина» (2006), в якому знявся з Полі Берген та отримав почесну згадку на кінофестивалі «Трибека» .
Буш відігравав повторювану роль у HBO- серіалі «Оз» з 1999 по 2000 рік (третій та четвертий сезони) у ролі Ната Гінзбурга, «вихованого, але безсумнівного ув'язненого, що перебуває у смертному карі, безумовно, відходу від його звичних гламурних ролей дівчини». Він писав пілотів телевізійних ситкомів та кінозаписів як джерело додаткового доходу, будучи культовим виконавцем. Він продав три пілоти в CBS, які не вироблялися.

### Сценічна робота, 2000-ті
Робота Буша дебютувала на Бродвеї в жовтні 2000 року, коли «Повість про дружину алерголога» відкрилася після запуску позашляхової дороги в лютому до квітня 2000 року. П'єса, його перша, в якій він не зіграв, і перша, створена для головного глядача, була написана для актриси Лінди Лавін яка зіграла навпроти Мішеле Лі та Тоні Робертса. Дружина Алергіста отримала номінацію 2001 року на премію Тоні за кращу гру і пройшла 777 вистав. Інша його робота Broadway переписувала книги для хлопчика Джордж недовговічного автобіографічного мюзиклу «s Табу. Починаючи з 2000 роком, Буш виконав річна одну ніч поставила читання його 1984 різдвяного спектаклю Times Square Angel. У січні 2003 року він очолив відродження своєї вистави « Шанхай Мун» у 1999 р., В якій брали участь Б. Д. Вонг, у Драматичному кафедрі, в театрі Грінвіч Хаус, Нью-Йорк.
Він взяв однойменну роль у трьох постановках тітки Мам: поетапне читання 1998; вигода для Бродвейських турбот / Еквівалентної боротьби зі СНІДом у 2003 році; та невелика літня гастрольна продукція у 2004 році.
Наша головна леді, п'єса Буша про Лауру Кін, була створена театральним клубом на Манхеттені в театрі 2-го етапу міста Центру, і знялася з Кейт Малгрю . Його п'єса «Третя історія» відбулася прем'єра в ігровому будинку «Ла Джолла» у вересні 2008 року разом з Мері Бет Піл у ролі Пег а потім була створена в Нью-Йорку театром MCC в театрі Люсіль Лортел, в головних ролях Буш і Кетлін Тернер (Пег), відкриття в лютому 2009 року. Буш написав та знявся у п'єсі «Божественна сестра», сатиричному знімку голлівудських фільмів про релігію, включаючи сумніви та звук музики. Він проходив у SoHo Playhouse у Нью-Йорку, відкрившись у вересні 2010 року. У 2013 році Буш написав та знявся у ролі Джиммі у постановці «Первинні сцени» The Tribute Artist . У березні 2019 року Буш зіграє роль Люсіль Бал у «Я кохав Люсі» драматурга Лі Таннена в театрі «Брідж Стріт» у місті Катскілл, штат Нью-Йорк.

## Стиль виконання та впливи
Стиль Буша заснований не на натуралістичній жіночності, а на знімках кінозірки. Пізніше Буш сказав, що його назвали «занадто худим, занадто легким, що є евфемізмом для геїв. Мене ніколи не кидали на Північний Захід з цих причин, і, нарешті, я подумав, що, можливо, мене найбільше турбує те, що є найбільш унікальним: моє театральне почуття, моя андрогінія, навіть ототожнення зі старими кіноактрисами». Він спеціалізується на фатальних фатах. «Я актор, який грає роль, але це драг. Багато тягання може бути дуже образливим, але мені подобається думати, що в якийсь божевільний спосіб жінки, в які я граю, — феміністські героїні».
Буш сказав: «Я завжди грав у подвійності. Я здогадуюсь, я завжди відчував подвійність у собі: витонченість та вульгарність. У цьому є гумор. Я завжди знаходив цю забаву і на сцені. Мені недостатньо бути курвою. Я маю бути повія з претензіями чи великою дамою з вульгарною смугою. Мені здається цікавіше подвійність». Буш взагалі пише без політичного порядку денного, і він переважно зображує персонажів, білих, середнього класу, геїв, віком від 20 до 40 років.
Буш надихнувся Чарльдом Лудлам, авангардним виконавцем і драматургом, який заснував The Gidiculous Theatrical Company у 1967 році, писав, режисуру та діяв у перебільшених, абсурдистських табірних постановках компанії. У липні 1978 року на площі One Sheridan, Нью-Йорк, Буш презентував свою виставу «Людина Голлівуду конфіденційно» в театрі, який належить «Смішній театральній компанії». Він також з'явився на кількох виступах у виробництві компанії Bluebeard як Hecate, також у липні 1978 року. Буш сказав про цей досвід: «Якби я коли-небудь розважався над фантазією, щоб співпрацювати з Театральною компанією» Смішники ", " Гекате «вивів це з моєї системи». Буш сказав, що його також надихнули, побачивши Джоан Сазерленд та Зої Колдвелл, коли вони були дитиною. Буш згадував: "Коли мені було близько 13 років, приблизно в 1968 або 69 роках, я поїхав до Зої Колдвелл у прем'єр-міністр Жан Броді. Мене так засліпило, що я не думаю, що я коли-небудь одужав». У 1991 році Буш виступав у своїй виставі «Червона ляка» на заході сонця». Він сказав, що на одному з виступів йому було важко зв'язатися з публікою. Колдвелл пішов за куліси після вистави, щоб дати йому кілька порад: «Ти така гарна. Але ти надто сильно тиснув. Ти набагато кращий за це. . . . Це найкращий урок, який я навчився від відомої людини». Під час свого запуску в The Tribute Artist Буш виявив, що він також знайшов натхнення у драг-виконавців Чарльза Пірса та містера Лінн Картер .

## Нагороди та номінації
Буш отримав місцеву та національну премію «Комедія» Чарлі в 1985 році від Асоціації художників комедії за «особливий внесок у мистецтво комедії». Він також отримав премію Академії Кабаре в Манхеттені в 1985 і 1993 роках. Він був двічі номінований на премію «Драматичний стіл» за найкращого актора (« Шанхайський місяць і Die Mommie Die»), а в 2003 році отримав нагороду «Драматичний стіл» за свою роботу як виконавець і драматург. У 2003 році він отримав нагороду за найкращу виставу на кінофестивалі Sundance за свою виставу у фільмі «Die Mommie Die!. Для Повісті дружини алерголога, Busch виграв Outer Critics Circle John L. Gassner драматургії премії і отримав премію Тоні номінації за кращу гру. Він був удостоєний зірки на Алеї слави драматурга біля театру Люсіль Лортел у Нью-Йорку та премії «Легенда». Він був нагороджений премією театральної групи Gingold Золотий Шемрок у 2014 році.